# تشارلي أني
تشارلي أني (بالإنجليزية: Charlie Ane)‏ هو لاعب كرة قدم أمريكية أمريكي، ولد في 12 أغسطس 1952 في لوس أنجلوس في الولايات المتحدة. لعب لمدة سبعة مواسم مع فريق كانساس سيتي تشيفز وغرين باي باكرز في الدوري الوطني لكرة القدم (NFL) ، وثلاثة مواسم في جامعة ولاية ميشيغان. 